# NGC 594
NGC 594 (другие обозначения — MCG −3-5-5, IRAS01305-1647, PGC 5769) — спиральная галактика (Sbc) в созвездии Кит.
Этот объект входит в число перечисленных в оригинальной редакции «Нового общего каталога».
В галактике взорвалась сверхновая SN2002D. Она относится к типу II. Её спектр содержит линии водорода в синей области.